# Kansas City Royals
Kansas City Royals er et amerikansk baseballhold fra Kansas City, Missouri, der spiller i MLB-ligaen. Royals hører hjemme i Central Division i American League, og spiller deres hjemmekampe på Kauffman Stadium.
Royals blev stiftet i 1969 og har, i modsætning til mange andre klubber i MLB eller andre af de amerikanske sportsligaer, aldrig spillet i andre byer eller under andre navne. Den ene af klubbens to World Series-titler kom i 1985, hvor man i finalen besejrede St. Louis Cardinals, den anden kom så sent som i 2015-sæsonen, hvor holdet besejrede New York Mets i en overbevisende 4-1 serie. Holdet nåede også finaleserien i 1980 og 2014, hvor man dog måtte bøje sig for henholdsvis Philadelphia Phillies og San Francisco Giants.